# Acrida formosana
Acrida formosana är en insektsart som beskrevs av Steinmann 1963. Acrida formosana ingår i släktet Acrida och familjen gräshoppor. Inga underarter finns listade i Catalogue of Life.